# Панда (фільм, 1922)
«Панда» (англ. The Bearcat) — американський вестерн режисера Едварда Седжвіка 1922 року.

## У ролях
- Гут Гібсон — Сінгін Кід
- Лілліен Річ — Алис Мей
- Чарльз К. Френч — шериф Білл Гарфілд
- Джо Гарріс — Док Гендерсон
- Альфред Голлінгсворт — Джон П. Мей
- Гарольд Гудвін — Пітер Мей
- Вільям Баклі — Арчер Ейткен
- Фонтейн Ла Ру — Мері Ланг
- Джеймс Аламо — Генрі
- Дж. Дж. Аллен — Джейк Генсен